# Josip Cavar
Josip Cavar (født d. 3. oktober 1993) er en svensk håndboldspiller, som spiller i KIF Kolding. Han kom til KIF Kolding i 2024 efter flere sæsoner i TTH. I 2024-25 sæsonen var han med på KIF Kolding-holdet, der rykkede ned fra Herrehåndboldligaen. Det var KIF Koldings første nedrykning i 41 år. Efter 2024-25 sæsonen vil han forlade KIF Kolding.
Privat danner han par med den svenske landsholdsspiller Melissa Petrén.